# Лермонтов Михайло Юрійович

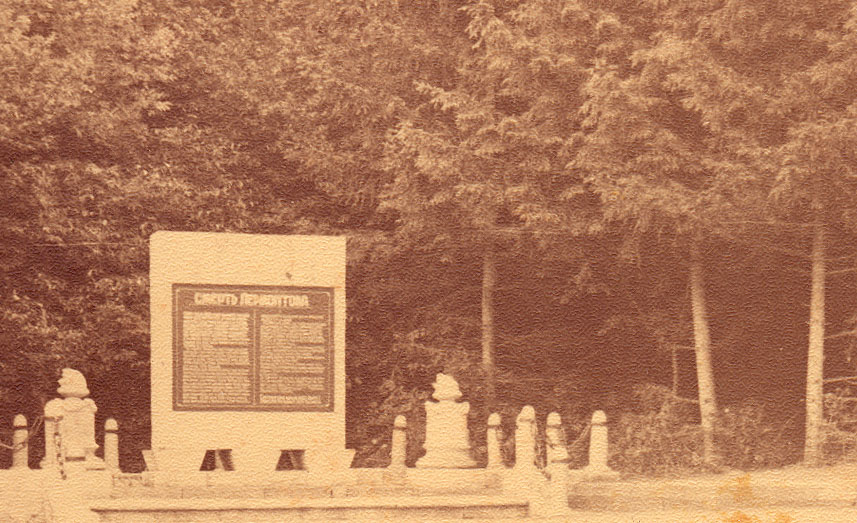
П'ятигорськ, місце дуелі Лермонтова.

Миха́йло Ю́рійович Ле́рмонтов (рос. Михаи́л Ю́рьевич Ле́рмонтов); 3 [15] жовтня 1814, Москва — 15 [27] липня 1841, П'ятигорськ) — російський поет, прозаїк, драматург.

## Біографія

### Дитинство Михайла
Рід Лермонтових походить із Шотландії, з клану Лермонт, до якого також належав напівлегендарний бард Томас Лермонт. Британська компанія Oxford Ancestors провела роботу з перевірки даної версії походження Лермонтова за допомогою аналізу ДНК, однак виявити спорідненість між сучасними британськими Лермонтами і нащадками Михайла Лермонтова не вдалося. Уважається, що у 1613 році один з представників клану Лермонтів, поручик польської армії Георг (Джордж) Лермонт (близько 1596—1633 або 1634), був узятий в полон військами князя Дмитра Пожарського при капітуляції польсько-литовського гарнізону фортеці Біла і в числі інших так званих Більських німців надійшов на службу до царя Михайла Федоровича. Він перейшов у православ'я під ім'ям Юрія Андрійовича, родоначальника московського дворянського прізвища Лермонтова. У чині ротмістра московського рейтарського відділу, він загинув при облозі Смоленська.
Своєму ймовірному шотландському корінню Лермонтов присвятив вірш «Бажання». В юності Лермонтов асоціював своє прізвище з іспанським державним діячем початку XVII століття Франсиском Лермітом, ці фантазії відбилися у написаному поетом уявному портреті Лерми, а також драмі «Іспанці».
Народився М. Лермонтов 3 жовтня 1814 року у Москві, у будинку поблизу Червоних воріт. Батько, Юрій Петрович, відставний піхотний капітан зі збіднілої дворянської сім'ї. Мати, Марія Михайлівна, уроджена Арсеньєва (з роду Столипіних).
У 1815 р. молода сім'я жила в селі Тархани (сучасне Лермонтово) Пензенської губернії, в маєтку бабусі майбутнього поета Є. Арсеньєвої. Тут пройшли дитячі роки поета. Він рано втратив матір (померла в 1817 р., у 21-річному віці) й виріс в розлуці з батьком. Бабуся робила все для єдиного онука, не жаліючи грошей на вчителів і гувернерів. Він отримав домашню освіту: з дитинства вільно володів французькою і німецькою мовами, добре малював і ліпив, навчався музиці (грав на флейті, фортепіано і скрипці).
Побоюючись за здоров'я хворобливого онука, бабуся здійснювала подорожі на Кавказ (1818, 1820, 1825 рр.) для лікування мінеральними водами. Враження від цих поїздок залишилися у Лермонтова в пам'яті на все життя (згодом вони знайдуть своє відображення в ранній творчості поета — «Кавказ», 1830; «Сині гори Кавказу, вітаю вас!», 1832).

### Навчання у Москві і початок літературної діяльності
У 1827 р. бабуся привезла онука у Москву, щоб продовжити його освіту. 1 вересня 1828 року Лермонтова зарахували півпансіонером до Московського університетського благородного пансіону, одного з найкращих навчальних закладів Росії. Він отримує гуманітарну освіту, яку доповнює самостійним читанням.
У пансіоні у 1828 році Михайло Лермонтов пише вірші, що й прийнято вважати початком його літературної діяльності.
Восени 1830 р. М. Ю. Лермонтов вступає до Московського університету на етично-політичне відділення. Незадоволення Лермонтова лекціями професорів і невдоволення професорів нечемними відповідями і приріканнями студента, що вважалося недозволеною зухвалістю, призвели до того, що він подав заяву про звільнення і залишив університет у 1832 р.

### Петербурзький період життя
Однак треба було продовжувати освіту, і Лермонтов розраховував зробити це в Петербурзькому університеті, але йому довелося б почати з першого курсу, оскільки час навчання в московському університеті йому як звільненому не зараховувався. Він не захотів втрачати два роки і круто змінив плани.
4 листопада 1832 року він вступив у Школу гвардійських підпрапорщиків і кавалерійських юнкерів. Два роки, проведені в обстановці казармової муштри, були, з його слів, «страшними». Але і в цих умовах Лермонтов потай продовжує писати, хоч його творчість переживає період спаду.
Після закінчення Школи у 1834 році Лермонтова підвищили з юнкерів в корнети лейбгвардії Гусарського полку, що стояв в Царському Селі. Однак більшу частину життя Лермонтов проводить в Петербурзі, уперше відчувши себе вільним. Його спостереження за життям світського суспільства лягли в основу драми «Маскарад» (1835), яку він задумував так: «Комедія, на зразок „Горя від розуму“, різка критика на сучасні порядки». Пересвідчившись, що «Маскарад» не протягти крізь театральну цензуру, повертається до прози: починає роман — «Княгиня Ліговська», в якому уперше з'являється ім'я Печоріна. Автобіографічні моменти роману пов'язані з Варєнькою Лопухіною, глибоке почуття до якої все життя не залишало поета. Звістка про загибель О. Пушкіна приголомшила Лермонтова і наступного дня він пише вірш «На смерть поета», а за тиждень — заключні 16 рядків цього вірша, який відразу зробив його відомим, переписувався і завчався напам'ять. 3 березня 1837 року поет був заарештований у справі «про недозволені вірші». Сидячи під арештом, пише кілька віршів: «В'язень», «Сусід», «Молитва», «Бажання».

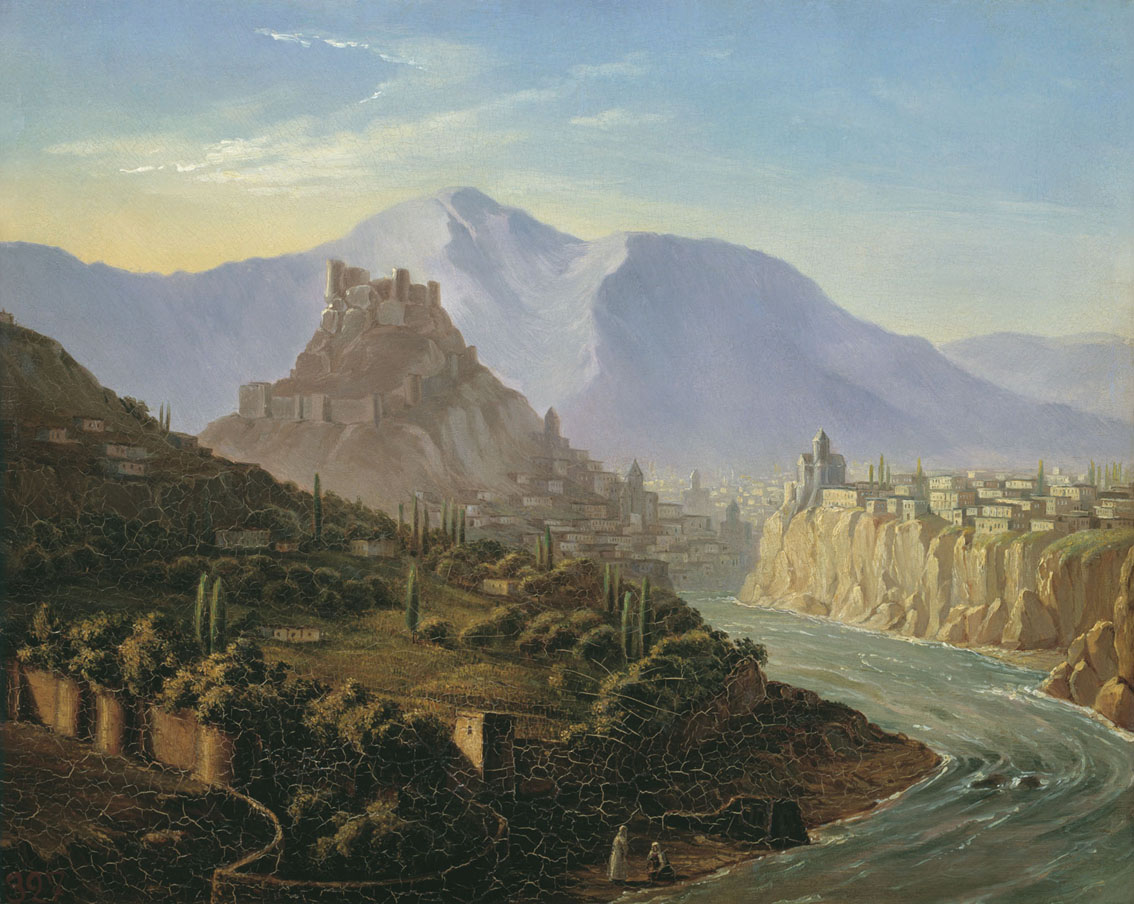
Пейзаж Лермонтова «Тифліс» (1837)

Лермонтова перевели з гвардії до Нижньогородського драгунського полку і 1 квітня він вирушив з Петербурга на Кавказ. Прямуючи в своє перше заслання, він на місяць затримався в Москві, яка готувалася до великого торжества — 25-річчя Бородінської битви. Поет переробляє Кавказ, свій юнацький вірш «Поле Бородіно», і з'являється твір «Бородіно», опублікований в «Сучасникові» 1837 року.
Під час кавказького заслання він познайомився з декабристами, які також відбували тут заслання, а з поетом А. Одоєвським навіть подружився. Майже все, що створив Лермонтов в період між двома засланнями, так чи інакше пов'язано з Кавказом. Кавказькі теми і образи знайшли широке відображення в його творчості: в ліриці і в поемах, романові «Герой нашого часу» (1838). Вони знайшли відбиток і в численних замальовках і картинах Лермонтова.
У січні 1838 року Михайло Лермонтов приїжджає в Петербург, оскільки турботи бабусі і клопотання В. Жуковського увінчалися успіхом, і поета перевели до Гродненського полку, який розташований неподалік Новгорода. Близько місяця поет прожив у Петербурзі, щодня буваючи в театрі. Був також у Жуковського, якому віддав поему «Тамбовська казначейша», незабаром опубліковану в «Сучасникові». Внаслідок подальшого клопотання Лермонтова перевели до свого колишнього гусарського полку, що стояв у Царському Селі. Тоді ж з'явилася без імені автора «Пісня про царя Івана Васильовича…», яку не пропустила цензура.
До початку 1839 року Лермонтов зближується з редакцією «Вітчизняних записок», що видавалися А. Краєвським, і поступово входить в середовище петербурзьких літераторів. Відвідує поетичні вечори, зустрічається з Куковським, Тургенєвим, Бєлінським. У цих колах в ньому бачать надію російської літератури. «В Росії з'явилося нове могутнє обдарування — Лермонтов», — оголошує Бєлінський.
16 лютого 1840 року в будинку графині Лаваль на балу наче ненароком спалахнула сварка Лермонтова із сином французького посла де Барантом — Ернестом. Молодому французові повідомили епіграму Лермонтова, написану ще в юнкерській школі за адресою абсолютно іншої особи, і запевнили, що поет образив в цьому чотиривірші саме його, та ще нібито погано відгукувався про нього в розмові з однією жінкою. На балу Барант підійшов до Лермонтова і зажадав від нього пояснень. Дуель відбулася 18 лютого рано-вранці на Парголовській дорозі, за Чорною річкою, недалеко від того місця, де Пушкін стрілявся з Дантесом. Дуель закінчилася безкровно: одна шпага переламалася, перейшли на пістолети, і Барант, хоча і цілився, промахнувся, а Лермонтов вже після цього розрядив пістолет, вистріливши в сторону. Противники помирилися і роз'їхалися.

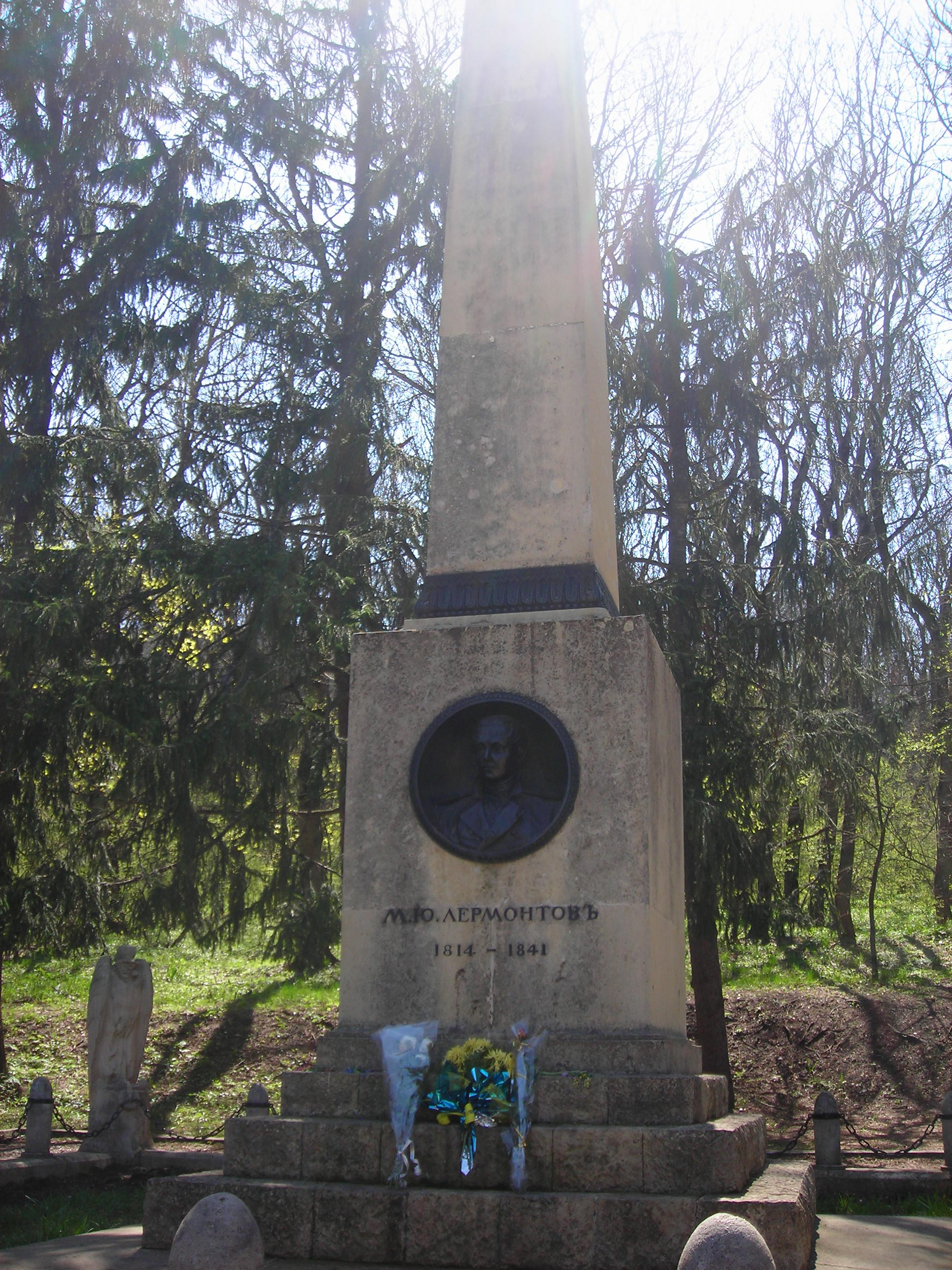
Пам'ятник на місці дуелі М. Ю. Лермонтова

У березні 1840 року за дуель з сином французького посла Лермонтова перевели до піхотного полка й відправили до регулярної армії на Кавказ. Він воює, «виконуючи покладене на нього доручення з відмінною мужністю і холоднокровністю».
На початку лютого 1841 року Лермонтов отримує двомісячну відпустку і приїжджає до Петербурга. Він сподівається отримати відставку і залишитися в столиці. Проте, Лермонтову відмовили. Також, цар не дозволив нагородити Лермонтова за участь у боях в Малій Чечні, як того просив командир Окремого кавказького корпуса.
Ба більше, Лермонтову було наказано протягом 48 годин покинути столицю і слідувати у свій полк на Кавказ. Він прибуває до П'ятигорська й отримує дозвіл затриматися для лікування мінеральними водами. У записнику Лермонтов запише свої останні вірші: «Суперечка», «Сон», «Круча», «Тамара», «Листок», «Побачення», «Пророк», «На дорогу йду я в самотині» тощо.
Тут він зустрічає своїх старих приятелів, зокрема і товариша по Школі юнкерів М. Мартинова. На одному з вечорів у будинку Верзіліних, де збиралася молодь, Мартинов образився на ущипливий жарт Лермонтова і викликав того на дуель, яка відбулася 15 липня 1841; Мартинов убив Лермонтова. Тіло поета поховали на П'ятигорському кладовищі. Пізніше, на прохання бабусі поета, труну з його прахом перевезли в Тархани і поховали в родинному склепі.

## Творчість
1830–1831 рр. — вершинний етап юнацької творчості Лермонтова. Він працює надзвичайно інтенсивно: за два роки перепробував практично всі віршовані жанри: елегія, романс, пісня, присвячення, послання і т. д. Поет напружено вдивляється в своє внутрішнє життя, намагаючись виразити словом невимовні душевні рухи. Він торкається і загальних питань буття, і етичного життя особистості. Драма «Дивна людина» — свого роду фокус автобіографічних мотивів його лірики цього періоду.
У ранній період творчості Лєрмонтов, коли він був юнкером, написав брутальну поему «Уланша». Там він описав групове згвалтування дівчини своїми колегами зі служби.

### Оспівування російського імперіалізму
Лермонтов подекуди оспівувує російські загарбання, у яких він сам і брав участь. Наприклад, у вірші рос. «Измаил-бей» возвеличує імперські загарбання Росії і пропонує черкесам, яких саме поневолювали росіяни, змиритися з цим і стати хоч рабом, але рабом царя Всесвіту:

Какие степи, горы и моря 

Оружию славян сопротивлялись? 

И где веленью русского царя 

Измена и вражда не покорялись? 

Смирись, черкес! и запад и восток, 

Быть может, скоро твой разделят рок. 

Настанет час — и скажешь сам надменно: 

Пускай я раб, но раб царя вселенной! 

Настанет час — и новый грозный Рим 

Украсит Север Августом другим! 

### Тема України

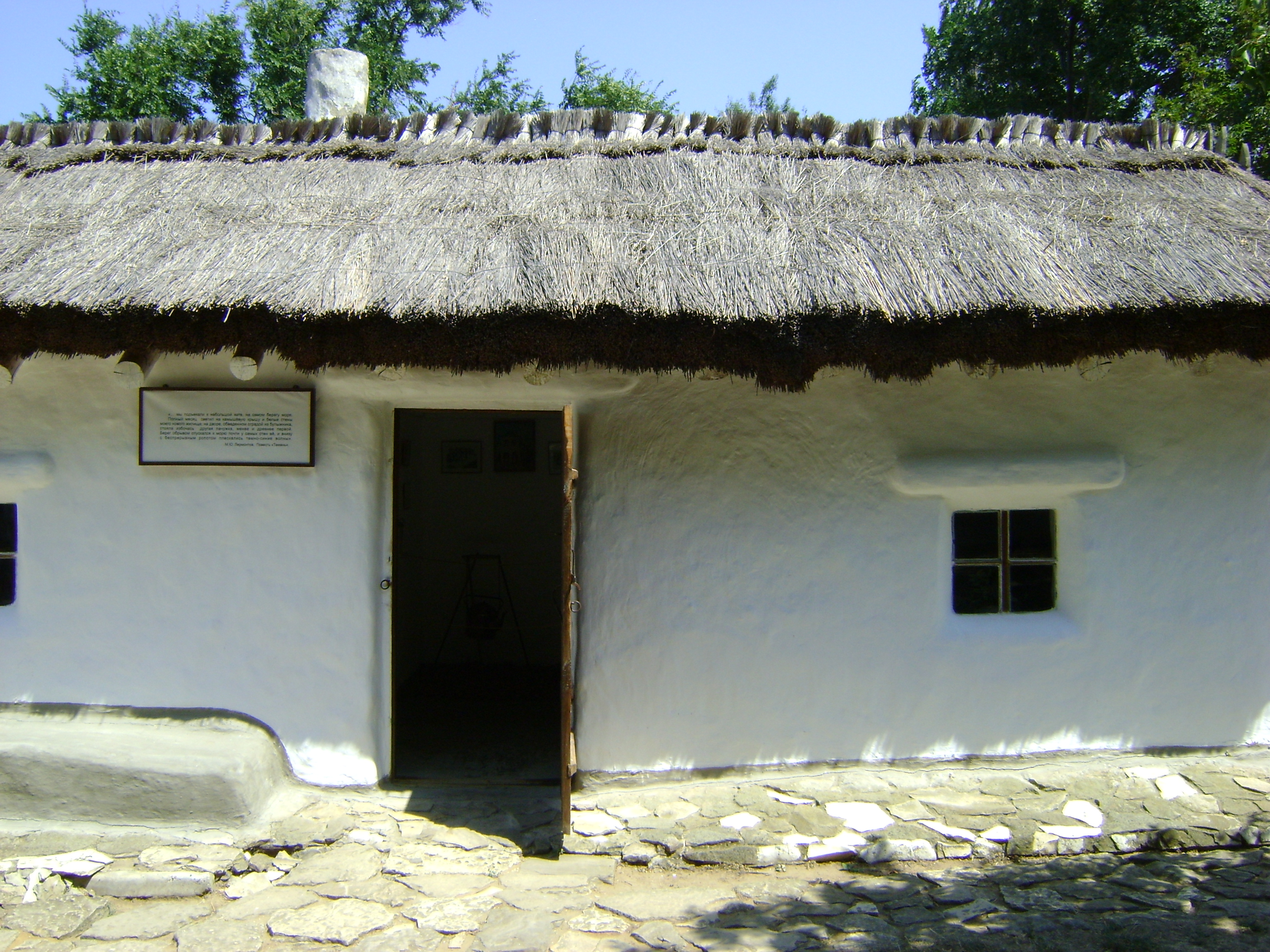
«Лермонтовська хата» на Тамані.

На території, що належить до сучасної України, Лермонтов ніколи не був.
Під час своїх подорожей по Кавказу Лермонтов декілька разів побував на Кубані, яка в ті часи входила до складу української етнічної території. Короткочасне перебування восени 1837 р. в чорноморській станиці на Тамані, життя в хаті місцевого козака Мисника, знайшло відображення в оповіданні Лермонтова «Тамань», яке стало частиною роману «Герой нашого часу». В цьому оповіданні Лермонтов, як міг, спробував відобразити як побут, так і мову місцевих українців.
Тема України присутня в рядках поезії Лермонтова, що присвячені княгині Марії Щербатовій, яка походила з України, та мала до шлюбу прізвище Штерич. Імпульсом до написання цього вірша, у якому Україна називається «сумною вітчизною», якій доводиться «гордо переносити» ярмо імперського поневолення, як вважається, стала поява в журналі «Отечественные записки» поезії Євгена Гребінки «Зізнання» («рос. Признание»), у якій Україна зображується в алегоричному вигляді жінки.
|  | На пута суворі, На гомін привабливий бала Степи неозорі Украйни вона проміняла. Та півдня палкого Собі залишила приміту Серед крижаного, Серед невблаганного світу... I, молячись щиро За прикладом рідного краю, Незайману віру У серці дитячім плекає. Як люд її рідний, Не жде від чужинця опори; Безмовно і гідно Терпить і знущання, і горе. На погляд зухвалий Не займеться враз потаємно; Звикає помалу, Зате й не розлюбить даремно. |

На светские цепи,
 	На блеск утомительный бала
 	Цветущие степи
 	Украйны она променяла,
 				 	Но юга родного
 	На ней сохранилась примета
 	Среди ледяного,
 	Среди беспощадного света...

	И следуя строго
  	Печальной отчизны примеру,
 	В надежду на Бога
 	Хранит она детскую веру;
 				 	Как племя родное,
 	У чуждых опоры не просит
 	И в гордом покое
 	Насмешку и зло переносит;

	От дерзкого взора
 	В ней страсти не вспыхнут пожаром,
 	Полюбит не скоро,
 	Зато не разлюбит уж даром.

Лермонтову належить поезія «Вид гір із степів Козлова», що є вільним перекладом однойменного вірша Адама Міцкевича, а деякі поезії Лермонтова та рецензії на них, під час переслідувань поета царською владою[джерело?], публікувалися в одеських виданнях «Одеський альманах на 1840 рік» та «Одеський вісник».
Дмитро Донцов уважав Лермонтова «найменш московським своєю психикою» російським поетом.

## Праці

### Українські переклади
- Лермонтов Михайло. Вибрана поезія /Пер. з рос., післямова В. Богуславської. — Київ: Дух і літера, 2009. — 286 с. — ISBN 978-966-378-106-8.

Українською мовою Лермонтова перекладали Максим Рильський, Микола Зеров, Леонід Первомайський, Олексій Кундзіч, Микола Терещенко, Володимир Сосюра.

## Вшанування
- Михайло Лермонтов — радянський пасажирський корабель (затонув біля узбережжя Нової Зеландії 1986 року)[13].